# 大鹏街道

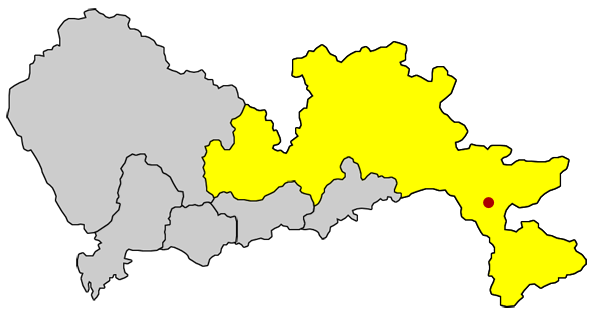
龙岗区大鹏街道

大鹏街道是中华人民共和国广东省深圳市大鵬新区下辖的一个街道，位于葵涌街道南部，南澳街道北部。辖区总面积82.81平方公里，下辖7个社区。总人口6万人。
村:
- 大鹏城
- 新屋
- 下大坑
- 觀音山(大鹏)
- 下沙(大鹏)
- 水頭
- 龙岐村
- 王母虛
- 嶺澳

## 行政区划
下辖以下地区：
大鹏社区、鹏城社区、岭澳社区、水头社区、布新社区、王母社区和下沙社区。

## 中国传统村落
2012年，鹏城村被评为首批“中国传统村落”。